# Mycetaea ovulum
Mycetaea ovulum es una especie de coleóptero de la familia Endomychidae.

## Distribución geográfica
Habita en África.